# Dino Moro
Dino Moro (Portogruaro, 10 settembre 1923 – Portogruaro, 11 aprile 2005) è stato un politico e partigiano italiano.

## Biografia
Partigiano socialista, nome di battaglia "Fausto", combatte nella Resistenza italiana durante l'occupazione nazista, quando fa parte della terza brigata Osoppo che opera nella zona di Spilimbergo. Nell’aprile del 1945 partecipa alla liberazione di Udine.
Esponente del Partito Socialista Italiano, nel dopoguerra viene eletto consigliere comunale di Portogruaro (carica che manterrà fino al 1990) e nel 1986 ricopre il ruolo di sindaco della cittadina. 
Deputato per quattro legislature, restando in carica alla Camera dal 1965 al 1979, eletto sempre nel collegio di Venezia.
Dopo la sua morte, avvenuta nel 2005 all'età di 81 anni, la sezione ANPI di Portogruaro gli intitola la propria sezione.